# إلياس الطاهر
 إلياس الطاهر : مدرب كرة يد جزائري لعب مع منتخب الشباب الجزائري ونادي نصر حسين داي الجزائري واعتزل اللعب موسم 1990 ، درب منتخب ناشئي الجزائر من 1994 إلى 1996 ، عمل مساعدا لمدرب منتخب الشباب الجزائري من 1996الي 1997 ، درب في نادي نصر حسين داي من فرق الفئات حتى الفريق الأول لمدة خمس سنوات تقريبا كان آخرها موسم 1998

## الاندية التي دربها
- 2000 إلى 2002 نادي الشباب الكويتي لكرة اليد
- 2002 الي 2003 نادي نصر حسين داي الجزائري لكرة اليد
- 2003 الي 2004 نادي النجمة البحريني لكرة اليد [1][2]
- 2007 الي 2008 نادي التضامن البحريني لكرة اليد [3][4]
- 2010 الي 2011 نادي النور السعودي لكرة اليد [5]
- 2011 الي 2013 مدرب شباب وناشئي كرة اليد بنادي الأهلي القطري لكرة اليد [6][7]
- 2013 الي 2014 نادي الاتفاق البحريني لكرة اليد [8]
- 2014 الي نادي النور السعودي لكرة اليد [9][10]

## انجازاته

### نادي النجمة البحريني لكرة اليد
- الثاني بطولة الأندية الخليجية أبطال الكأس لكرة اليد :2004

### نادي النورالسعودي لكرة اليد
- دوري الأمير فيصل بن فهد الممتاز لكرة اليد(3) :2014-2015 ، 2015-2016 ، 2016-2017 [11]
- كأس الأمير سلطان بن فهد لكرة اليد (3): 2014-2015 ، 2015-2016 ، 2016-2017 [12][13][14][15]
- بطولة النخبة لكرة اليد(3) : 2014-2015 ، 2015-2016 ، 2016-2017 [16][17][18]
- الثالث بطولة أسيا للأندية لكرة اليد 2015
- البطل بطولة أسيا للأندية لكرة اليد 2016 [19][20]